# Карагай (Республика Алтай)
Карага́й — село в Усть-Коксинском районе Республики Алтай, Россия. Административный центр Карагайского сельского поселения.

## География
Расположено в 72 км к западу от районного центра Усть-Кокса. Село находится на берегу реки Карагай. Высота над уровнем моря 1208 м.
Расстояние до
- областного центра Горно-Алтайск 310 км.
- районного центра Бийск 408 км[4].

Ближайшие населенные пункты
Курдюм 3 км, Банное 17 км, Соузар 17 км, Сугаш 30 км, Талда 30 км, Абай 31 км, Амур 35 км.
Транспорт
Основной транспорт — автомобильные перевозки.

## Климат

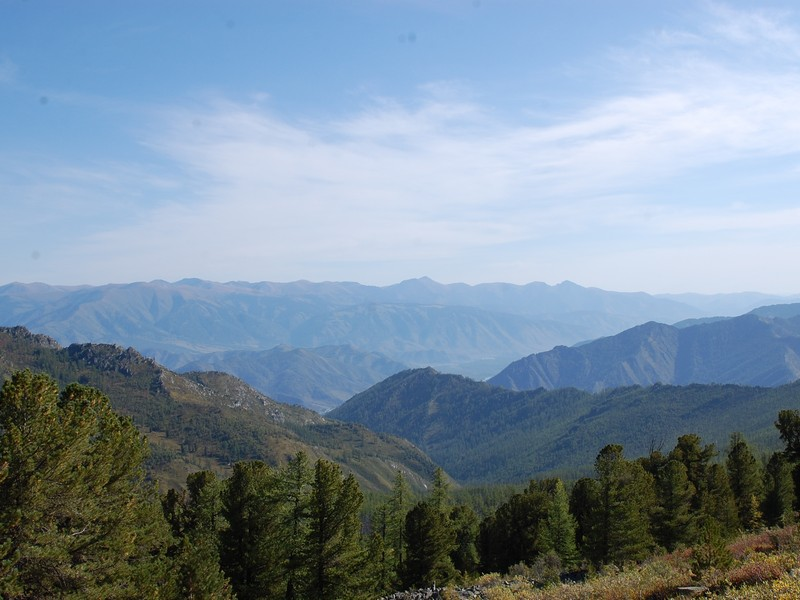
Горы древнего Алтая

Климат, характерный для большинства регионов Республики Алтай резко континентальный. Летом перепады температур могут составлять от +12° С до +25° С. Днем воздух прогревается до +35° С, а ночью опускается до +10° С. Зима суровая, ночью температура может опускаться до −45, −50° С. Средние температуры для Карагая: летом +15° С, зимой −20° С. Количество осадков выше средних значений (дожди идут регулярно даже в обычно засушливые месяцы), среднегодовая норма — 571 мм.

## История
Первое упоминание о Карагае относится к середине XIX века: 3 июля 1826 года маршрут конной экспедиции немецкого профессора Карла Фридриха Ледебура, собиравшего сведения о сосудистых растениях России, проходил, в том числе, мимо поселения Карагай. Позже он упомянул село в своих записях, о чём рассказывают книги и документы в школьном музее по краеведению. В переводе с тюркского языка Карагай значит «чёрное дерево», «черная кора». Алтайский вариант — связь реки, гор или населённого пункта с местностью, поросшей соснами.
В конце XIX века село Карагай упоминается в записях, связанных с Абайским поселением. В районе Абая по реке Кудету (Карагай) стояли другие поселения — аилы, на тот момент их было 33, всего хозяйств в аилах насчитывалось 27.

## Население

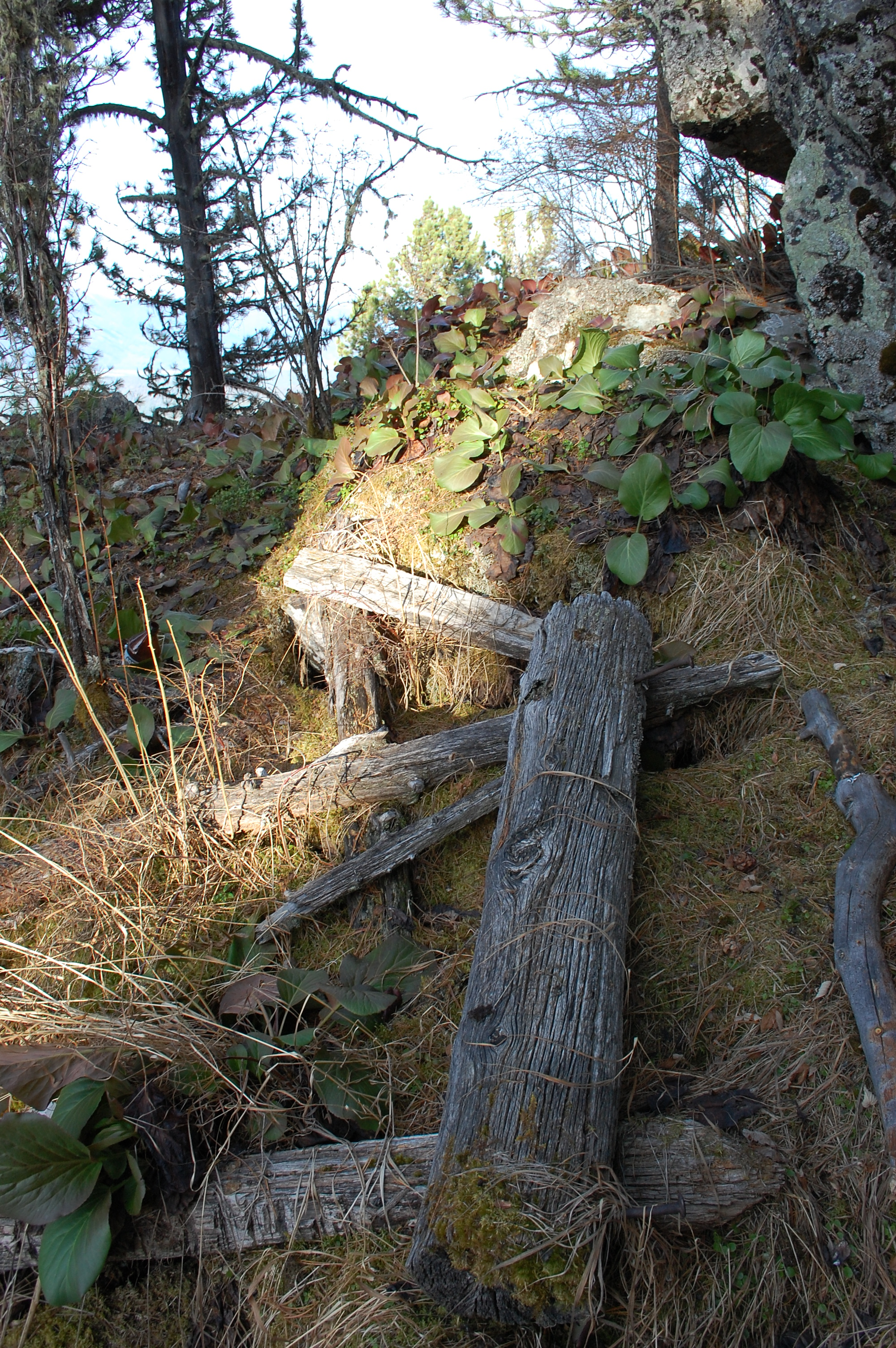
Следы старых селений.

| 2010 | 2011 | 2012 | 2013 | 2014 | 2015 | 2016 |
| ---- | ---- | ---- | ---- | ---- | ---- | ---- |
| 450  | ↗451 | ↗466 | ↗477 | ↘470 | ↘452 | ↘446 |

## Инфраструктура
ЗАО «Фирма Курдюм» в селе Карагай занимается мараловодством, а также животноводством и растениеводством. Она является одной из крупных организаций по разведению маралов в республике.
С 01.09.1936 года в селе появилась начальная школа. До войны учителями были, в основном, мужчины, почти все они ушли на фронт. В 1969 году открылась восьмилетняя школа. 19 ноября 2003 года, сменив более двадцати зданий и получив новое современное оборудование и компьютерный класс, школа становится МБОУ «Карагайской основной общеобразовательной школой». При школе функционирует библиотека, в 2013 году создан комплексно-краеведческий музей. Он ведет активную работу с населением и школьниками, создана общеобразовательная программа краеведческого направления «Юный краевед». Изучая традиции и культуру родного народа, дети расширяют свой кругозор.
Работает Карагайский Дом культуры, детский сад «Дюймовочка», клуб пенсионеров «Брусничка», фельдшерско-акушерский пункт. В 2016 году в селе был построен погрангородок.

## Достопримечательности
Холзунское месторождение
- Село получило известность в связи с Холзунским месторождением. Являясь крупнейшей магнитной аномалией, расположенной на границе Республики Алтай и Казахстана, месторождение имеет протяженность 9 километров и ширину 200—700 метров.
- История Холзунского месторождения началась в 1950-е годы. Около 1968 года геологи появились в селе Карагай. Была открыта горная контора, установлены буровые вышки, и оно стало постоянным местом жительства для геологов на длительное время. Работы велись в 38-45 километрах от села по направлению к казахстанской границе.
- С 1971 по 1983 год работало восемь буровых, каждую вышку обслуживала бригада из восьми человек. Через реку был сооружен мост, по которому переправлялась добытая железная руда.
- В 1983 году геолого-разведывательную партию сократили. Геологи уехали, но тринадцатилетняя история буровых работ оставила свой след в истории села — в школьном музее хранится немало документов, посвященных периоду геологоразведки и добыче железной руды[18].

## Туризм
В районе села Карагай расположены два кургана, являющиеся археологическими памятниками: Карагай I, курганный могильник на расстоянии менее километра к востоку от села, на левом берегу реки Карагай. Датируется VI—II вв. до н. э. Курган Карагай II лежит совсем рядом — менее полукилометра к востоку от села, на левом берегу реки (VI—II вв. до н.э). Оба памятника практически не изучены. В регионе много туристических баз, кемпингов и уютных сельских гостиничных домиков, как правило, располагающихся в живописных природных уголках.